# Марциновский, Ярослав
Ярослав Марциновский (нем. Johannes Jaroslaw Marcinowski, 13 ноября 1868, Бреслау, Силезия — 13 февраля 1935, Тюбинген) — врач и психоаналитик. Автор метода психотерапия миросозерцанием.

## Биография
Марциновский изучал медицину в Силезском университете имени Фридриха Вильгельма и получил докторскую степень по медицине в Бреслау в 1894 году. С 1907 года он руководил санаторием для психотерапии в Уклайзее близ Ойтина («Haus Sielbeck»). После Первой мировой войны он организовал санаторий в Бад-Хайльбрунне в Верхней Баварии, а с 1929 года вместе со своей женой — лечебный дом для выздоравливающих недалеко от Тюбинген-Вальдхаузена. С 1919 по 1925 год он был членом Венского психоаналитического общества.

## Труды
- Im Kampf um gesunde Nerven. Ein Wegweiser zum Verständnis und zur Heilung nervöser Zustände. O. Salle, Berlin 1904
- Nervosität und Weltanschauung. Studien zur seelischen Behandlung Nervöser nebst einer kurzen Theorie vom Wollen und Können. O. Salle, Berlin 1905.
- Ärztliche Erziehungskunst und Charakterbildung. Die sittlichen Werte der psycho-analytischen Behandlung nervöser Zustände. Reinhardt, München 1916.
- Neue Bahnen zur Heilung nervöser Zustände. Ein Stück Lebenskunst für alle. O. Salle, Berlin 1916.
- Mein Weg zu Gott. Suchen und Finden aus meinem Leben. Müller, München 1921.
- Die Gefühlszerissenheit der neurotischen Psyche. Anthropos-Verlag, Prien 1924.
- Minderwertigkeitsgefühle. Anthropos-Verlag, Prien 1924.
- Probleme und Praxis der geschlechtlichen Aufklärung. Anthropos-Verlag, Prien 1924.
- Schuldgefühle. Anthropos-Verlag, Prien 1924.
- Der Mut zu sich selbst: Das Seelenleben des Nervösen und seine Heilung. Verlag von Otto Salle, Berlin 1925.